# Steinbrücke 7 (Quedlinburg)

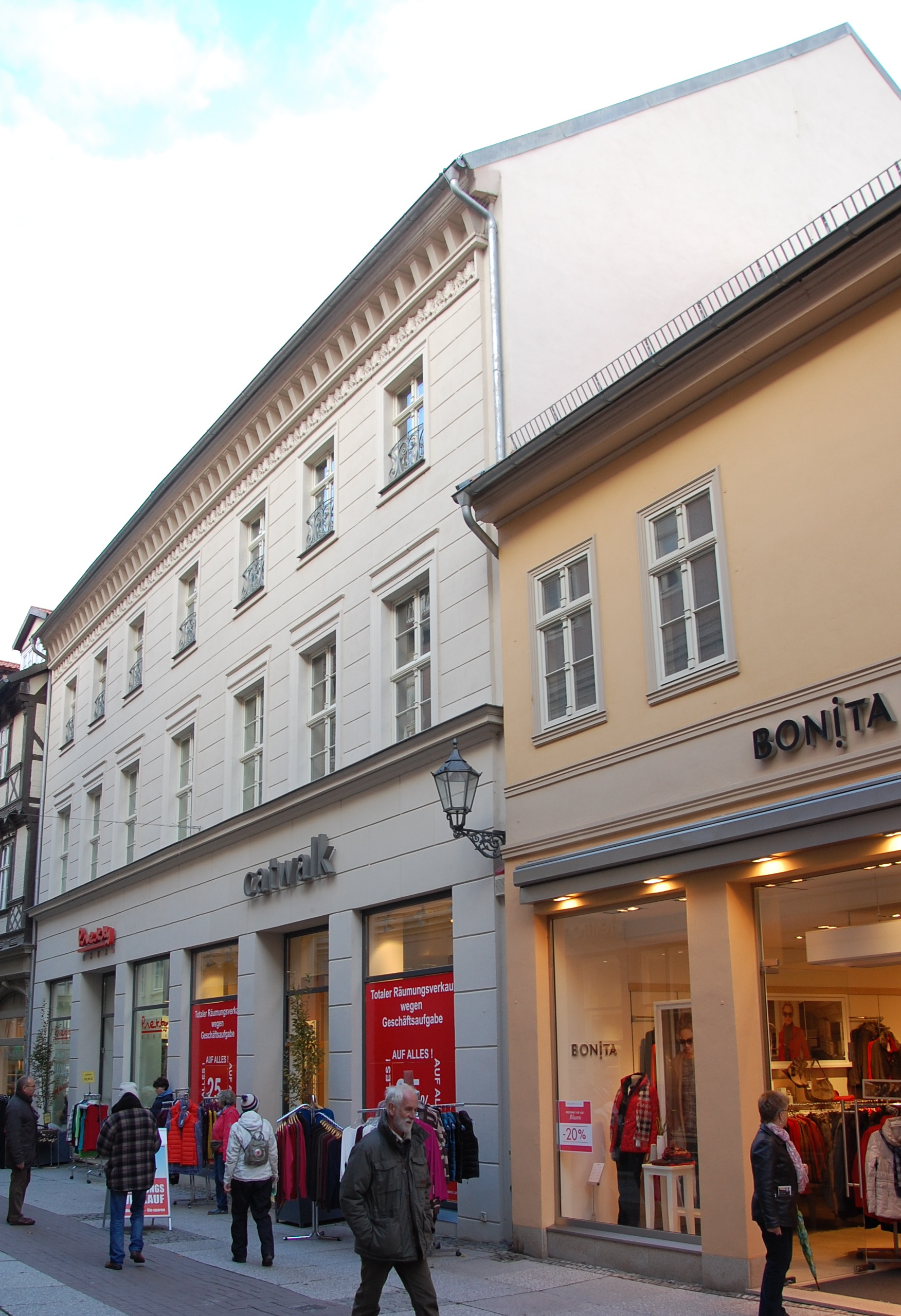
Haus Steinbrücke 7

Das Haus Steinbrücke 7 ist ein denkmalgeschütztes Gebäude in der Stadt Quedlinburg in Sachsen-Anhalt.

## Lage
Es befindet sich südlich des Quedlinburger Marktplatzes in der historischen Quedlinburger Altstadt. Im Quedlinburger Denkmalverzeichnis ist es als Kaufmannshaus eingetragen. Nördlich grenzt das gleichfalls denkmalgeschützte Haus Steinbrücke 6 an.

## Architektur und Geschichte
Das dreigeschossige, in massiver Bauweise errichtete Gebäude entstand in der Zeit um 1840. Im Jahr 1911 erfolgte ein Umbau. Sowohl die Fassade als auch die Höhe der Geschosse wurde verändert. Das Treppenhaus wurde mit Verglasungen im Stil des Historismus und des Jugendstils versehen. Mittig im Gebäude war eine Tordurchfahrt angeordnet, in der sich zwei schmiedeeiserne Kellertüren befanden. Die Torflügel wurden während des Umbaus mit barocken und klassizistischen Elementen versehen.
Anfang des 21. Jahrhunderts erfolgte ein weiterer Umbau. Hierbei wurden in das Erdgeschoss Ladengeschäfte eingefügt und der Torbogen entfernt.